# Eishockey-Weltmeisterschaft der Frauen 2022
Die 24. Eishockey-Weltmeisterschaft der Frauen der Internationalen Eishockey-Föderation IIHF waren die Eishockey-Weltmeisterschaften des Jahres 2022. Das Turnier der Top-Division fand vom 25. August bis 4. September in den dänischen Städten Herning und Frederikshavn statt, nachdem sich nur Dänemark um das Turnier beworben hatte. Aufgrund einer Satzungsänderung der IIHF wird ein Turnier der Top-Division erstmals in einem Olympiajahr ausgetragen. Insgesamt nahmen zwischen dem 22. März und dem 4. September 38 Nationalmannschaften an den sieben Turnieren der Top-Division sowie den Divisionen I, II und III teil.
Den Weltmeistertitel sicherte sich zum zwölften Mal insgesamt die Mannschaft Kanadas, die im Finale die Vereinigten Staaten mit 2:1 besiegte und damit ihren Titel verteidigte. Den Bronzerang sicherte sich überraschend Tschechien mit einem 4:2-Sieg über die Schweiz und gewann damit die erste Medaille überhaupt. Die deutsche Mannschaft belegte den neunten Rang. Das Team aus Österreich beendete das Turnier der Division IA auf dem vierten Platz.

## Teilnehmer
Aufgrund des russischen Überfall auf die Ukraine schloss die IIHF am 28. Februar 2022 den russischen Verband von allen Turnieren bis August 2022 aus. Aufgrund des durch die WADA verhängten Ausschlusses von Russland für vier Jahre von Olympischen Spielen und Weltmeisterschaften wegen manipulierter Daten aus einem Labor in Moskau wäre die russische Nationalmannschaft unter dem Namen ROC (Russian Olympic Committee) und der ROC-Teamflagge angetreten.
- Top-Division: 25. August bis 4. September 2022 in Herning und Frederikshavn, Dänemark
Teilnehmer:  Dänemark,  Deutschland,  Finnland,  Japan,  Kanada,  Russian Olympic Committee,  Schweden,  Schweiz,  Tschechien,  Ungarn,  USA

- Division I
  - Gruppe A: 24. bis 30. April 2022 in Angers, Frankreich[8]
Teilnehmer:  Frankreich (Absteiger 2019),  Niederlande (Aufsteiger 2019),  Norwegen,  Österreich,  Slowakei
  - Gruppe B: 8. bis 14. April 2022 in Katowice, Polen[8]
Teilnehmer:  Volksrepublik China,  Italien (Absteiger 2019),  Kasachstan,  Polen,  Slowenien (Aufsteiger 2019),  Südkorea

- Division II
  - Gruppe A: 3. bis 8. April 2022 in Jaca, Spanien[9]
Teilnehmer:  Republik China (Taiwan) (Aufsteiger 2019),  Großbritannien,  Lettland (Absteiger 2019),  Mexiko,  Spanien
 Nordkorea sagte am 3. Februar 2022 aufgrund der COVID-19-Pandemie die Turnierteilnahme ab.[10]
  - Gruppe B: 17. bis 22. Mai 2022 in Zagreb, Kroatien[11]
Teilnehmer:  Australien,  Island,  Kroatien,  Südafrika (Aufsteiger 2020),  Türkei
 Neuseeland zog am 2. Februar 2022 die Teilnahme aus dem Turnier aufgrund der COVID-19-Pandemie zurück.[12]

- Division III
  - Gruppe A: 4. bis 9. April 2022 in Sofia, Bulgarien
Teilnehmer:  Belgien,  Bulgarien,  Litauen
 Hongkong verkündete am 3. März 2022 aufgrund steigender COVID-19-Zahlen seine Absage an dem Turnier.[13]  Rumänien verzichtete aufgrund der Quarantänebestimmungen für ungeimpfte Spieler auf die Anreise.[14] Die  Ukraine sagte aufgrund des russischen Überfalls auf das eigene Land die Teilnahme ebenfalls ab.
  - Gruppe B: 22. bis 25. März 2022 in Belgrad, Serbien
Teilnehmer:  Bosnien und Herzegowina (Neuling),  Estland (erste Teilnahme seit 2008),  Israel (Neuling),  Serbien (Neuling)
Der  Iran sagte seine erstmalige Teilnahme an der Gruppe B der Division III ab.

## Top-Division
Die Top-Division der Weltmeisterschaft wurde vom 25. August bis 4. September 2022 in den dänischen Städten Herning und Frederikshavn ausgetragen. Gespielt wurde in der KVIK Hockey Arena in Herning, die 4.105 Zuschauern Platz bietet. Des Weiteren diente das Iscenter Nord in Frederikshavn mit einer Kapazität von 2.490 Plätzen als weiterer Austragungsort.
Am Turnier nahmen zehn Nationalmannschaften teil, die in zwei leistungsmäßig abgestuften Gruppen zu je fünf Teams spielten. Die Gruppeneinteilung wurde auf Basis der nach Abschluss der Weltmeisterschaft 2021 aktuellen IIHF-Weltrangliste festgelegt:
| Gruppe A     | Gruppe B        |
| Kanada (1)   | Tschechien (7)  |
| USA (2)      | Deutschland (8) |
| Finnland (3) | Ungarn (10)     |
| Schweiz (5)  | Dänemark (11)   |
| Japan (6)    | Schweden (9)    |

### Modus
Durch die Aufstockung von acht auf zehn teilnehmende Mannschaften wurde das Turnier zum dritten Mal in einem neuen Modus ausgetragen. Die zehn Teilnehmer wurden in zwei leistungsmäßig abgestufte Gruppen à fünf Mannschaften eingeteilt. Alle Mannschaften bestritten zunächst vier Spiele, woraufhin sich nach der Vorrunde alle fünf Teams der Gruppe A sowie die drei punktbesten Mannschaften der Gruppe B für das Viertelfinale qualifizierten. Die letztplatzierte Mannschaften der Gruppe B stieg in die Division IA ab.
Die Teams im Viertelfinale bestritten je ein Qualifikationsspiel zur Halbfinalteilnahme. Die Sieger der beiden Halbfinalspiele qualifizierten sich für das Finale.

### Austragungsorte
| Herning |

| Frederikshavn |

| Herning |

| Frederikshavn |

### Vorrunde

#### Gruppe A
| 25. August 2022 15:00 Uhr (Ortszeit) | Japan | 0:10 (0:4, 0:5, 0:1) Spielbericht | USA K. Pannek (6:27) R. Guilday (8:12) C. Harvey (19:00) H. Scamurra (19:49) L. Eden (21:15) H. Bilka (21:56) A. Roque (28:36) A. Carpenter (38:08) A. Kessel (38:37) A. Carpenter (43:57) | KVIK Hockey Arena, Herning Zuschauer: 438 |

| 25. August 2022 19:00 Uhr | Finnland J. Liikala (12:07) | 1:4 (1:2, 0:1, 0:1) Spielbericht | Kanada S. Nurse (7:38) M.-P. Poulin (14:51) M. Mikkelson (33:01) B. Turnbull (58:28) | KVIK Hockey Arena, Herning Zuschauer: 501 |

| 26. August 2022 18:30 Uhr | Schweiz L. Stalder (27:23) A. Müller (38:55) L. Lutz (57:55) | 3:1 (0:0, 2:0, 1:1) Spielbericht | Japan Ak. Shiga (59:37) | KVIK Hockey Arena, Herning Zuschauer: 389 |

| 27. August 2022 15:00 Uhr | USA J. Dunne (6:13) A. Roque (28:53) A. Kessel (37:11) A. Kessel (42:39) H. Bilka (57:43) H. Brandt (58:24) | 6:1 (1:0, 2:0, 3:1) Spielbericht | Finnland E. Viitasuo (40:46) | KVIK Hockey Arena, Herning Zuschauer: 526 |

| 27. August 2022 19:00 Uhr | Kanada S. Fillier (10:15) S. Fillier (29:40) E. Clark (31:12) B. Turnbull (58:46) | 4:1 (1:0, 2:0, 1:1) Spielbericht | Schweiz A. Marti (52:32) | KVIK Hockey Arena, Herning Zuschauer: 530 |

| 28. August 2022 15:00 Uhr | Japan | 0:9 (0:3, 0:4, 0:2) Spielbericht | Kanada V. Bach (1:25) M.-P. Poulin (6:54) E. Maltais (15:05) B. Turnbull (22:26) M.-P. Poulin (33:09) E. Shelton (37:19) J. L. Rattray (38:02) S. Potomak (44:32) S. Fillier (50:36) | KVIK Hockey Arena, Herning Zuschauer: 302 |

| 29. August 2022 15:00 Uhr | Finnland S. Sundelin (10:13) S. Tapani (14:44) V. Vainikka (21:33) E. Holopainen (27:31) V. Vainikka (34:13) P. Nieminen (39:14) N. Laitinen (43:20) E. Holopainen (44:59) S. Karjalainen (56:28) | 9:3 (2:1, 4:1, 3:1) Spielbericht | Japan Ak. Shiga (13:25) Ak. Shiga (31:01) Ao. Shiga (58:14) | KVIK Hockey Arena, Herning Zuschauer: 531 |

| 29. August 2022 19:00 Uhr | USA A. Roque (5:48) H. Bilka (12:33) T. Heise (14:46) T. Heise (18:00) H. Knight (35:43) S. Harmon (44:28) H. Knight (46:15) C. Barnes (50:29) G. Zumwinkle (50:45) | 9:0 (4:0, 1:0, 4:0) Spielbericht | Schweiz | KVIK Hockey Arena, Herning Zuschauer: 791 |

| 30. August 2022 16:00 Uhr | Schweiz | 0:4 (0:2, 0:2, 0:0) Spielbericht | Finnland S. Tapani (2:51) E. Holopainen (6:25) K. Parkkonen (27:49) R. Savolainen (39:22) | KVIK Hockey Arena, Herning Zuschauer: 1.201 |

| 30. August 2022 20:00 Uhr | Kanada S. Fillier (3:29) E. Shelton (18:12) | 2:5 (2:0, 0:2, 0:3) Spielbericht | USA M. Keller (24:16) K. Pannek (31:11) L. Eden (43:13) K. Coyne Schofield (53:28) H. Knight (59:06) | KVIK Hockey Arena, Herning Zuschauer: 1.216 |

| Pl. |          | Sp | S | OTS | OTN | N | Tore  | Punkte |
| 1.  | USA      | 4  | 4 | 0   | 0   | 0 | 30:03 | 12     |
| 2.  | Kanada   | 4  | 3 | 0   | 0   | 1 | 19:07 | 9      |
| 3.  | Finnland | 4  | 2 | 0   | 0   | 2 | 15:13 | 6      |
| 4.  | Schweiz  | 4  | 1 | 0   | 0   | 3 | 04:18 | 3      |
| 5.  | Japan    | 4  | 0 | 0   | 0   | 4 | 04:31 | 0      |

Abkürzungen: Pl. = Platz, Sp = Spiele, S = Siege, OTS = Siege nach Verlängerung (Overtime) oder Penaltyschießen, OTN = Niederlagen nach Verlängerung oder Penaltyschießen, N = Niederlagen

Erläuterungen: Viertelfinalqualifikant

#### Gruppe B
| 25. August 2022 15:30 Uhr (Ortszeit) | Deutschland Lu. Welcke (1:56) L. Kluge (10:29) | 2:4 (2:1, 0:2, 0:1) Spielbericht | Ungarn F. Kiss-Simon (10:54) F. Kiss-Simon (23:19) K. Jókai Szilágyi (35:19) M. Seregély (59:51) | Iscenter Nord, Frederikshavn Zuschauer: 526 |

| 25. August 2022 19:30 Uhr | Dänemark E. Russell (1:21) J. Jakobsen (51:05) | 2:5 (1:1, 0:2, 1:2) Spielbericht | Schweden H. Olsson (1:51) H. Olsson (33:42) M. Nylén Persson (34:03) M. Löwenhielm (48:07) H. Olsson (56:38) | Iscenter Nord, Frederikshavn Zuschauer: 1.496 |

| 26. August 2022 19:00 Uhr | Ungarn A. Huszák (35:18) | 1:7 (0:2, 1:3, 0:2) Spielbericht | Tschechien K. Hymlárová (1:02) D. Pejšová (2:21) T. Radová (29:59) A. Šapovalivová (33:07) N. Mlýnková (44:26) A. Šapovalivová (47:35) V. Přibylová (57:36) | Iscenter Nord, Frederikshavn Zuschauer: 250 |

| 27. August 2022 15:30 Uhr | Schweden L. Ljungblom (32:48) H. Olsson (35:40) A. Kjellbin (46:59) H. Olsson (PS) | 4:3 n. P. (0:0, 2:0, 1:3, 0:0, 1:0) Spielbericht | Deutschland N. Christof (52:43) N. Eisenschmid (56:31) T. Eisenschmid (59:18) | Iscenter Nord, Frederikshavn Zuschauer: 395 |

| 27. August 2022 19:30 Uhr | Tschechien K. Mrázová (17:57) N. Mlýnková (35:38) D. Pejšová (40:37) M. Pejzlová (55:16) D. Pejšová (58:20) | 5:1 (1:1, 1:0, 3:0) Spielbericht | Dänemark M. Weis (12:34) | Iscenter Nord, Frederikshavn Zuschauer: 766 |

| 28. August 2022 17:00 Uhr | Dänemark J. Østergaard (43:05) | 1:0 (0:0, 0:0, 1:0) Spielbericht | Ungarn | Iscenter Nord, Frederikshavn Zuschauer: 719 |

| 29. August 2022 15:30 Uhr | Deutschland | 0:6 (0:2, 0:3, 0:1) Spielbericht | Tschechien A. Šapovalivová (12:02) N. Mlýnková (16:43) A. Mills (28:56) N. Neubauerová (31:42) A. Sarnovská (39:10) K. Hymlárová (41:06) | Iscenter Nord, Frederikshavn Zuschauer: 332 |

| 29. August 2022 19:30 Uhr | Ungarn E. Kreisz (17:36) F. Kiss-Simon (48:19) | 2:3 n. P. (1:1, 0:1, 1:0, 0:0, 0:1) Spielbericht | Schweden M. Jungåker (4:07) L. Johansson (25:10) H. Olsson (PS) | Iscenter Nord, Frederikshavn Zuschauer: 345 |

| 30. August 2022 15:30 Uhr | Schweden | 0:3 (0:0, 0:1, 0:2) Spielbericht | Tschechien V. Přibylová (29:11) N. Mlýnková (49:40) K. Hymlárová (52:12) | Iscenter Nord, Frederikshavn Zuschauer: 337 |

| 30. August 2022 19:30 Uhr | Dänemark J. Persson (4:40) E. Russell (28:57) | 2:3 (1:1, 1:0, 0:2) Spielbericht | Deutschland F. Feldmeier (8:05) L. Kluge (55:49) T. Eisenschmid (59:59) | Iscenter Nord, Frederikshavn Zuschauer: 1.150 |

| Pl. |             | Sp | S | OTS | OTN | N | Tore  | Punkte |
| 1.  | Tschechien  | 4  | 4 | 0   | 0   | 0 | 21:02 | 12     |
| 2.  | Schweden    | 4  | 1 | 2   | 0   | 1 | 12:10 | 7      |
| 3.  | Ungarn      | 4  | 1 | 0   | 1   | 2 | 07:13 | 4      |
| 4.  | Deutschland | 4  | 1 | 0   | 1   | 2 | 08:16 | 4      |
| 5.  | Dänemark    | 4  | 1 | 0   | 0   | 3 | 06:13 | 3      |

Abkürzungen: Pl. = Platz, Sp = Spiele, S = Siege, OTS = Siege nach Verlängerung (Overtime) oder Penaltyschießen, OTN = Niederlagen nach Verlängerung oder Penaltyschießen, N = Niederlagen

Erläuterungen: Viertelfinalqualifikant, Absteiger in die Division IA

### Finalrunde
|  | Viertelfinale                                          | Viertelfinale | Viertelfinale |    | Halbfinale | Halbfinale | Halbfinale       |         |   | Finale | Finale | Finale |
|  |                                                        |               |               |    |            |            |                  |         |   |        |        |        |
|  | A1                                                     | USA           | 12            |    |            |            |                  |         |   |        |        |        |
|  | B3                                                     | Ungarn        | 1             |    |            |            |                  |         |   |        |        |        |
|  | B3                                                     | Ungarn        | 1             | A1 | USA        | 10         |                  |         |   |        |        |        |
|  |                                                        |               |               | A1 | USA        | 10         |                  |         |   |        |        |        |
|  | B1                                                     | Tschechien    | 1             |    |            |            |                  |         |   |        |        |        |
|  | B1                                                     | Tschechien    | 1             | A4 | Schweiz    | 2          |                  |         |   |        |        |        |
|  |                                                        |               |               | A4 | Schweiz    | 2          |                  |         |   |        |        |        |
|  | A5                                                     | Japan         | 1             |    |            |            |                  |         |   |        |        |        |
|  | A5                                                     | Japan         | 1             | A1 | USA        | 1          |                  |         |   |        |        |        |
|  | (Die Teams werden nach dem Viertelfinale neu gesetzt.) |               |               | A1 | USA        | 1          |                  |         |   |        |        |        |
|  |                                                        | A2            | Kanada        | 2  |            |            |                  |         |   |        |        |        |
|  | A2                                                     | A2            | Kanada        | 2  | Kanada     | 3          |                  |         |   |        |        |        |
|  | A2                                                     |               |               |    | Kanada     | 3          |                  |         |   |        |        |        |
|  | B2                                                     | Schweden      | 0             |    |            |            |                  |         |   |        |        |        |
|  | B2                                                     | Schweden      | 0             | A2 | Kanada     | 8          |                  |         |   |        |        |        |
|  |                                                        |               |               | A2 | Kanada     | 8          | Spiel um Platz 3 |         |   |        |        |        |
|  | A4                                                     | Schweiz       | 1             |    |            |            |                  |         |   |        |        |        |
|  | A4                                                     | Schweiz       | 1             | A3 | Finnland   | 1          | A4               | Schweiz | 2 |        |        |        |
|  |                                                        |               |               | A3 | Finnland   | 1          | A4               | Schweiz | 2 |        |        |        |
|  | B1                                                     | Tschechien    | 2             | B1 | Tschechien | 4          |                  |         |   |        |        |        |

#### Viertelfinale
| 1. September 2022 12:15 Uhr (Ortszeit) | Schweiz S. Leemann (46:01) A. Marti (PS) | 2:1 n. P. (0:0, 0:1, 1:0, 0:0, 1:0) Spielbericht | Japan M. Ito (34:35) | KVIK Hockey Arena, Herning Zuschauer: 891 |

| 1. September 2022 16:15 Uhr | USA T. Heise (1:36) T. Heise (21:25) H. Bilka (22:09) K. Pannek (24:02) A. Roque (25:20) J. Dunne (30:14) H. Bilka (32:39) L. Stecklein (35:17) H. Brandt (35:49) T. Heise (38:00) H. Knight (43:00) H. Bilka (54:42) | 12:1 (1:0, 9:0, 2:1) Spielbericht | Ungarn R. Metzler (52:51) | KVIK Hockey Arena, Herning Zuschauer: 923 |

| 1. September 2022 17:30 Uhr | Finnland N. Tulus (48:01) | 1:2 n. V. (0:0, 0:1, 1:0, 0:1) Spielbericht | Tschechien D. Pejšová (37:00) A. Tejralová (60:41) | Iscenter Nord, Frederikshavn Zuschauer: 326 |

| 1. September 2022 20:15 Uhr | Kanada J. Larocque (17:11) S. Potomak (33:56) E. Ambrose (53:10) | 3:0 (1:0, 1:0, 1:0) Spielbericht | Schweden | KVIK Hockey Arena, Herning Zuschauer: 927 |

#### Platzierungsrunde
| 3. September 2022 12:00 Uhr | Finnland S. Tapani (6:55) N. Tulus (20:58) S. Tapani (61:26) | 3:2 n. V. (1:0, 1:2, 0:0, 1:0) Spielbericht | Ungarn R. Metzler (23:30) A. Huszák (31:45) | Iscenter Nord, Frederikshavn Zuschauer: 344 |

| 3. September 2022 16:00 Uhr | Japan H. Toko (24:01) Y. Enomoto (25:19) M. Ito (39:19) H. Toko (47:22) R. Koyama (57:12) | 5:4 (0:3, 3:0, 2:1) Spielbericht | Schweden E. Murén (6:33) O. Carlsson (10:18) M. Nylén Persson (19:56) H. Olsson (48:40) | Iscenter Nord, Frederikshavn Zuschauer: 378 |

#### Halbfinale
| 3. September 2022 14:00 Uhr | USA T. Heise (7:53) H. Scamurra (9:50) A. Kessel (10:47) H. Knight (14:56) H. Knight (18:18) J. Compher (19:25) A. Kessel (26:56) A. Kessel (31:30) C. Harvey (50:36) T. Heise (52:35) | 10:1 (6:0, 2:1, 2:0) Spielbericht | Tschechien K. Hymlárová (31:16) | KVIK Hockey Arena, Herning Zuschauer: 851 |

| 3. September 2022 18:00 Uhr | Kanada K. O’Neill (13:37) J. Eldridge (13:47) B. Jenner (23:00) S. Fillier (27:32) M.-P. Poulin (41:17) S. Nurse (43:39) M.-P. Poulin (45:14) E. Clark (54:13) | 8:1 (2:0, 2:1, 4:0) Spielbericht | Schweiz L. Christen (32:31) | KVIK Hockey Arena, Herning Zuschauer: 864 |

#### Spiel um Platz 5
| 4. September 2022 11:00 Uhr | Finnland | 0:1 n. P. (0:0, 0:0, 0:0, 0:0, 0:1) Spielbericht | Japan R. Koyama (PS) | Iscenter Nord, Frederikshavn Zuschauer: 303 |

#### Spiel um Platz 3
| 4. September 2022 15:00 Uhr | Schweiz A. Marti (11:19) N. Vallario (49:11) | 2:4 (1:2, 0:2, 1:0) Spielbericht | Tschechien N. Mlýnková (7:03) D. Pejšová (15:07) V. Přibylová (22:06) N. Mlýnková (29:59) | KVIK Hockey Arena, Herning Zuschauer: 1.294 |

#### Finale
| 4. September 2022 19:30 Uhr | USA A. Roque (39:39) | 1:2 (0:0, 1:2, 0:0) Spielbericht | Kanada B. Jenner (29:30) B. Jenner (30:54) | KVIK Hockey Arena, Herning Zuschauer: 1.738 |

### Statistik

#### Beste Scorerinnen
Abkürzungen: Sp = Spiele, T = Tore, V = Assists, Pkt = Punkte, +/− = Plus/Minus, SM = Strafminuten; Fett: Turnierbestwert
| Spieler                 | Mannschaft | Sp | T | V  | Pkt | +/− | SM |
| ----------------------- | ---------- | -- | - | -- | --- | --- | -- |
| Taylor Heise            | USA        | 7  | 7 | 11 | 18  | +16 | 2  |
| Amanda Kessel           | USA        | 7  | 6 | 11 | 17  | +17 | 4  |
| Hannah Bilka            | USA        | 7  | 5 | 7  | 12  | +13 | 4  |
| Sarah Fillier           | Kanada     | 7  | 5 | 6  | 11  | +4  | 6  |
| Kendall Coyne Schofield | USA        | 7  | 1 | 10 | 11  | +5  | 2  |
| Marie-Philip Poulin     | Kanada     | 7  | 5 | 5  | 10  | +4  | 6  |
| Hilary Knight           | USA        | 7  | 6 | 3  | 9   | +11 | 0  |
| Daniela Pejšová         | Tschechien | 7  | 5 | 4  | 9   | +6  | 6  |
| Alex Carpenter          | USA        | 7  | 2 | 7  | 9   | +15 | 0  |
| Ella Shelton            | Kanada     | 7  | 2 | 7  | 9   | +8  | 0  |

#### Beste Torhüterinnen
Abkürzungen: Sp = Spiele, Min = Eiszeit (in Minuten), GT = Gegentore, SO = Shutouts, Sv% = gehaltene Schüsse (in %), GTS = Gegentorschnitt; Fett: Turnierbestwert
| Spieler            | Mannschaft | Sp | Min    | SaT | GT | GTS  | SVS | Sv%   | SO |
| ------------------ | ---------- | -- | ------ | --- | -- | ---- | --- | ----- | -- |
| Lisa Jensen        | Dänemark   | 2  | 120:00 | 94  | 5  | 2,50 | 89  | 94,68 | 1  |
| Ann-Renée Desbiens | Kanada     | 5  | 300:00 | 61  | 4  | 0,80 | 57  | 93,44 | 1  |
| Anni Keisala       | Finnland   | 6  | 350:32 | 183 | 12 | 2,05 | 171 | 93,44 | 1  |
| Nicole Hensley     | USA        | 5  | 277:21 | 71  | 5  | 1,08 | 66  | 92,96 | 1  |
| Miyuu Masuhara     | Japan      | 6  | 349:48 | 223 | 19 | 3,26 | 204 | 91,48 | 1  |
| Klára Peslarová    | Tschechien | 7  | 360:41 | 127 | 11 | 1,83 | 116 | 91,34 | 1  |

### Abschlussplatzierungen
Die Platzierungen ergaben sich nach folgenden Kriterien:
- Plätze 1 bis 4: Ergebnisse im Finale sowie im Spiel um Platz 3
- Plätze 5 bis 6: Ergebnisse im  Spiel um Platz 5
- Plätze 7 bis 8 (Verlierer der Platzierungsspiele): nach Platzierung, dann Punkten, dann Tordifferenz in der Vorrunde
- Plätze 9 bis 10: nach Platzierung in der Vorrunde

| Pl. | Team        |
| --- | ----------- |
| 1   | Kanada      |
| 2   | USA         |
| 3   | Tschechien  |
| 4   | Schweiz     |
| 5   | Japan       |
| 6   | Finnland    |
| 7   | Schweden    |
| 8   | Ungarn      |
| 9   | Deutschland |
| 10  | Dänemark    |

### Titel, Auf- und Abstieg
| Weltmeister Kanada | Erin Ambrose, Victoria Bach, Ashton Bell, Kristen Campbell, Emily Clark, Ann-Renée Desbiens, Jessie Eldridge, Renata Fast, Sarah Fillier, Brianne Jenner, Jocelyne Larocque, Emma Maltais, Emerance Maschmeyer, Meaghan Mikkelson, Sarah Nurse, Kristin O’Neill, Sarah Potomak, Marie-Philip Poulin, Jamie Lee Rattray, Ella Shelton, Laura Stacey, Blayre Turnbull, Micah Zandee-Hart Cheftrainer: Troy Ryan Assistenztrainer: Kori Cheverie, Ali Domenico, Caroline Ouellette |

| Silber USA | Cayla Barnes, Hannah Bilka, Hannah Brandt, Alex Carpenter, Jesse Compher, Kendall Coyne Schofield, Jincy Dunne, Lacey Eden, Aerin Frankel, Rory Guilday, Savannah Harmon, Caroline Harvey, Taylor Heise, Nicole Hensley, Megan Keller, Amanda Kessel, Hilary Knight, Kelly Pannek, Maddie Rooney, Abby Roque, Hayley Scamurra, Lee Stecklein, Grace Zumwinkle Cheftrainer: John Wroblewski Assistenztrainer: Alli Altmann, Shelley Looney, Josh Sciba |

| Bronze Tschechien | Barbora Bartáková, Sára Čajanová, Karolína Erbanová, Pavlína Horálková, Klára Hymlárová, Denisa Křížová, Dominika Lásková, Laura Lerchová, Alena Mills, Kateřina Mrázová, Natálie Mlýnková, Noemi Neubauerová, Tynka Pátková, Daniela Pejšová, Michaela Pejzlová, Klára Peslarová, Vendula Přibylová, Tereza Radová, Adéla Šapovalivová, Agáta Sarnovská, Klára Seroiszková, Blanka Škodová, Viktorie Švejdová, Aneta Tejralová, Andrea Trnková Cheftrainer: Carla MacLeod Assistenztrainer: Dušan Andrašovský, Jakub Peslar |

| Absteiger in die Division IA:   | Dänemark   |
| Aufsteiger in die Top-Division: | Frankreich |

### Auszeichnungen
Spielertrophäen
| Auszeichnung          | Spieler         | Team       |
| --------------------- | --------------- | ---------- |
| Beste Torhüterin      | Nicole Hensley  | USA        |
| Beste Verteidigerin   | Daniela Pejšová | Tschechien |
| Beste Stürmerin       | Taylor Heise    | USA        |
| Wertvollste Spielerin | Taylor Heise    | USA        |

All-Star-Team
| Angriff:      | Taylor Heise – Amanda Kessel – Sarah Fillier |
| Verteidigung: | Daniela Pejšová – Caroline Harvey            |
| Tor:          | Klára Peslarová                              |

## Division I

### Gruppe A in Angers, Frankreich
Das Turnier der Gruppe A der Division I wurde vom 24. bis 30. April 2022 im französischen Angers ausgetragen. Die Spiele fanden im 3.600 Zuschauer fassenden Angers IceParc statt. Insgesamt besuchten 14.993 Zuschauer die zehn Turnierspiele, was einem Schnitt von 1.499 pro Partie entspricht.
In der überaus leistungsdichten Gruppe setzten sich die gastgebenden Französinnen durch einen Sieg im abschließenden Spiel gegen Norwegen durch und sicherten sich damit den Wiederaufstieg in die Top-Division. Dahinter platzierten sich Norwegen und die Slowakei, während Österreich trotz Siegen über Frankreich und Norwegen den vierten Platz belegte. Die Niederländerinnen belegten zwar den letzten Platz, mussten jedoch trotzdem nicht den Abstieg in die Gruppe B der Division I hinnehmen, um das Turnier für das Folgejahr wieder auf sechs Teams aufzustocken.

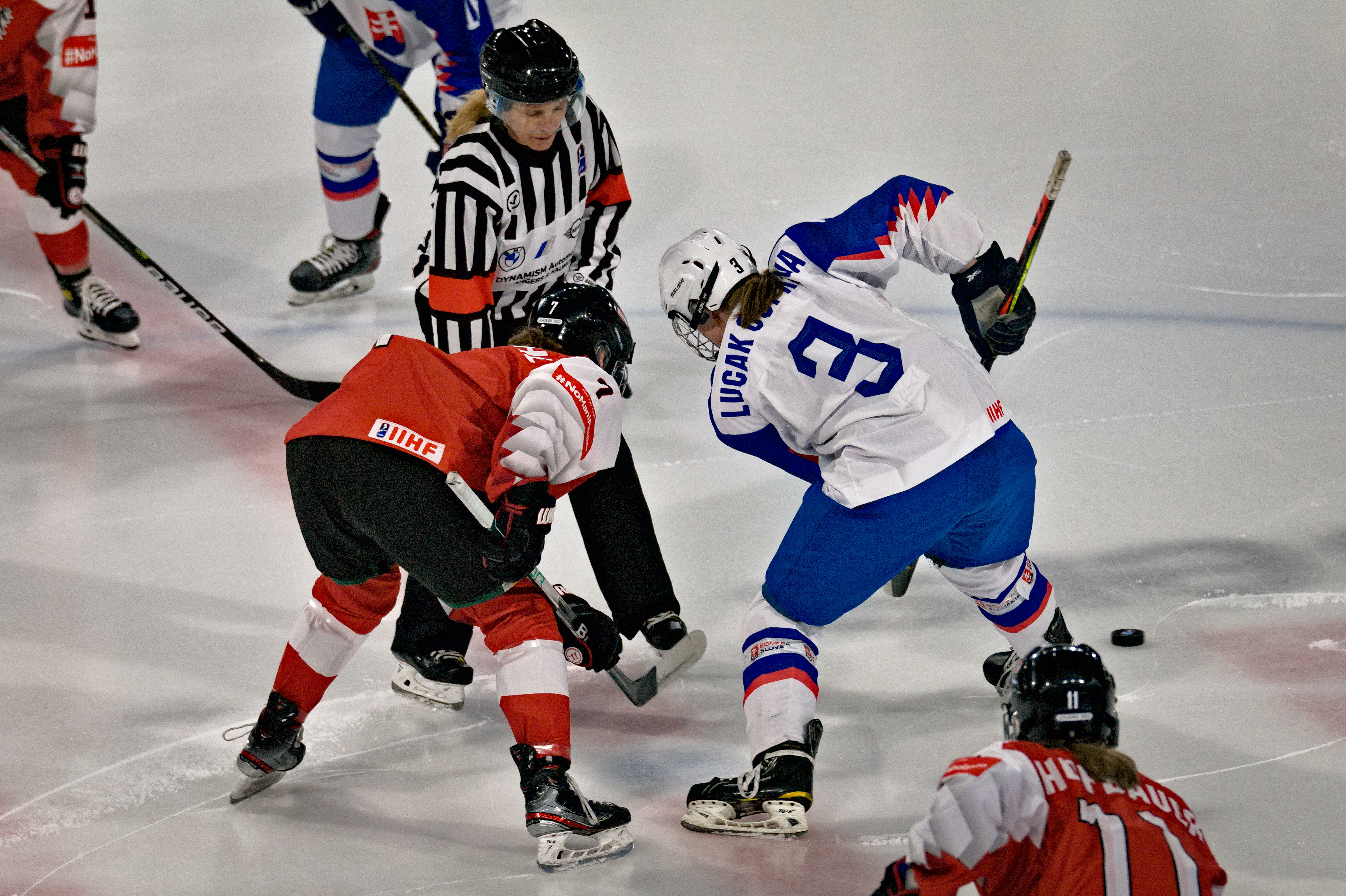
Spielszene aus der Partie zwischen Österreich und der Slowakei

| 24. April 2022 16:00 Uhr (Ortszeit) | Niederlande J. Zwarthoed (46:58) | 1:2 n. P. (0:0, 0:1, 1:0, 0:0, 0:1) Spielbericht | Österreich C. Wittich (31:10) C. Wittich (PS) | IceParc, Angers Zuschauer: 1.015 |

| 24. April 2022 19:30 Uhr | Slowakei L. Ištocyová (12:29) | 1:2 (1:1, 0:1, 0:0) Spielbericht | Norwegen L. Tendenes (1:02) I. Berge (37:31) | IceParc, Angers Zuschauer: 730 |

| 25. April 2022 16:00 Uhr | Norwegen M. Brunvold (3:45) L. Pedersen (15:07) L. Pedersen (21:48) A. Dalen (22:38) L. Bialik Øien (28:34) M. Haug Hansen (48:45) E. Kruse (51:11) | 7:1 (2:1, 3:0, 2:0) Spielbericht | Niederlande S. Wielenga (17:33) | IceParc, Angers Zuschauer: 634 |

| 25. April 2022 19:30 Uhr | Frankreich C. Aurard (10:25) M. Allemoz (12:52) M. Allemoz (24:01) E. Duvin (47:33) | 4:0 (2:0, 1:0, 1:0) Spielbericht | Slowakei | IceParc, Angers Zuschauer: 1.894 |

| 27. April 2022 16:00 Uhr | Norwegen M. Fischer (26:05) U. Bjelland (27:09) L. Pedersen (39:45) | 3:4 n. V. (0:2, 3:0, 0:1, 0:1) Spielbericht | Österreich A. Fazokas (12:19) T. Grascher (13:13) E. Beiter (52:14) A. Meixner (60:40) | IceParc, Angers Zuschauer: 993 |

| 27. April 2022 19:30 Uhr | Frankreich J. Barbirati (14:03) E. Duvin (34:55) L. Parment (38:49) C. Aurard (59:00) | 4:1 (1:0, 2:1, 1:0) Spielbericht | Niederlande K. Hamers (38:26) | IceParc, Angers Zuschauer: 2.468 |

| 28. April 2022 16:00 Uhr | Slowakei N. Nemčeková (23:06) N. Nemčeková (37:39) L. Ištocyová (51:28) T. Korenková (54:05) | 4:1 (0:0, 2:1, 2:0) Spielbericht | Niederlande J. Zwarthoed (32:43) | IceParc, Angers Zuschauer: 423 |

| 28. April 2022 19:30 Uhr | Österreich A. Meixner (20:15) T. Schafzahl (23:18) T. Schafzahl (60:15) | 3:2 n. V. (0:1, 2:0, 0:1, 1:0) Spielbericht | Frankreich L. Parment (14:14) C. Aurard (56:50) | IceParc, Angers Zuschauer: 2.310 |

| 30. April 2022 16:00 Uhr | Österreich A. Fazokas (36:05) | 1:2 (0:1, 1:1, 0:0) Spielbericht | Slowakei T. Korenková (0:37) L. Halušková (35:13) | IceParc, Angers Zuschauer: 940 |

| 30. April 2022 19:30 Uhr | Frankreich E. Duvin (8:42) L. Quarto (30:28) C. Rozier (32:07) L. Escudero (51:28) | 4:1 (1:0, 2:0, 1:1) Spielbericht | Norwegen A. Dalen (48:15) | IceParc, Angers Zuschauer: 3.586 |

| Pl. |             | Sp | S | OTS | OTN | N | Tore  | Punkte |
| 1.  | Frankreich  | 4  | 3 | 0   | 1   | 0 | 14:05 | 10     |
| 2.  | Norwegen    | 4  | 2 | 0   | 1   | 1 | 13:10 | 7      |
| 3.  | Slowakei    | 4  | 2 | 0   | 0   | 2 | 07:08 | 6      |
| 4.  | Österreich  | 4  | 0 | 3   | 0   | 1 | 10:08 | 6      |
| 5.  | Niederlande | 4  | 0 | 0   | 1   | 3 | 04:17 | 1      |

Abkürzungen: Pl. = Platz, Sp = Spiele, S = Siege, OTS = Siege nach Verlängerung (Overtime) oder Penaltyschießen, OTN = Niederlagen nach Verlängerung oder Penaltyschießen, N = Niederlagen

Erläuterungen: Aufsteiger in die Top-Division, Absteiger in die Division IB

#### Division-IA-Siegermannschaft
| Division-IA-Aufsteiger Frankreich | Marion Allemoz, Chloé Aurard, Caroline Baldin, Jade Barbirati, Lore Baudrit, Anouck Bouché, Lisa Cedelle, Estelle Duvin, Lara Escudero, Gwendoline Gendarme, Betty Jouanny, Athéna Locatelli, Margaux Mameri, Julia Mesplède, Léa Parment, Marie-Pierre Pélissou, Lucie Quarto, Morgane Rihet, Clara Rozier, Manon le Scodan, Mia Väänänen, Léa Villiot Cheftrainer: Grégory Tarlé |

### Gruppe B in Katowice, Polen
Das Turnier der Gruppe B der Division I wurde vom 8. bis 14. April 2022 im polnischen Katowice ausgetragen. Die Spiele fanden in der 1.417 Zuschauer fassenden Lodowisko Jantor statt. Insgesamt besuchten 3.839 Zuschauer die 15 Turnierspiele, was einem Schnitt von 255 pro Partie entspricht.
Mit den guten Auftritten bei den Olympischen Winterspielen 2022 zwei Monate zuvor im Rücken und zahlreicher, eingebürgerter nordamerikanischer Spielerinnen aus dem Kader der Shenzhen KRS Vanke Rays gelang der chinesischen Mannschaft elf Jahre nach dem Abstieg die Rückkehr in die Division IA, aus der sie sich im Jahr 2011 verabschiedet hatten. Die Chinesinnen dominierten das Turniergeschehen und gewannen jedes ihrer Spiele mit mindestens drei Toren Vorsprung. Dahinter belegten Gastgeber Polen und der enttäuschende Absteiger Italien die weiteren Plätze. Die Italienerinnen hatten zum Auftakt gegen Aufsteiger Slowenien mit 1:3 verloren. Da die Sloweninnen jedoch das Direktduell gegen Südkorea verloren, belegten sie den letzten Platz. Da es jedoch in diesem Jahr keinen Absteiger aus der A-Gruppe gab, entging die slowenische Mannschaft dem direkten Wiederabstieg in die Division II.
| 8. April 2022 13:00 Uhr (Ortszeit) | Slowenien | 3:1 (2:0, 0:1, 1:0) Spielbericht | Italien | Lodowisko Jantor, Katowice Zuschauer: 50 |

| 8. April 2022 16:30 Uhr | Volksrepublik China | 5:0 (1:0, 1:0, 3:0) Spielbericht | Südkorea | Lodowisko Jantor, Katowice Zuschauer: 100 |

| 8. April 2022 20:00 Uhr | Kasachstan | 1:3 (1:1, 0:2, 0:0) Spielbericht | Polen | Lodowisko Jantor, Katowice Zuschauer: 511 |

| 9. April 2022 13:00 Uhr | Südkorea | 1:5 (0:2, 0:3, 1:0) Spielbericht | Kasachstan | Lodowisko Jantor, Katowice Zuschauer: 102 |

| 9. April 2022 16:30 Uhr | Italien | 3:6 (0:3, 2:1, 1:2) Spielbericht | Volksrepublik China | Lodowisko Jantor, Katowice Zuschauer: 129 |

| 9. April 2022 20:00 Uhr | Polen | 4:0 (0:0, 2:0, 2:0) Spielbericht | Slowenien | Lodowisko Jantor, Katowice Zuschauer: 729 |

| 11. April 2022 13:00 Uhr | Slowenien | 2:14 (1:2, 1:9, 0:3) Spielbericht | Volksrepublik China | Lodowisko Jantor, Katowice Zuschauer: 30 |

| 11. April 2022 16:30 Uhr | Italien | 1:0 (0:0, 1:0, 0:0) Spielbericht | Kasachstan | Lodowisko Jantor, Katowice Zuschauer: 89 |

| 11. April 2022 20:00 Uhr | Südkorea | 1:2 (1:1, 0:1, 0:0) Spielbericht | Polen | Lodowisko Jantor, Katowice Zuschauer: 606 |

| 12. April 2022 13:00 Uhr | Volksrepublik China | 6:2 (3:1, 1:1, 2:0) Spielbericht | Kasachstan | Lodowisko Jantor, Katowice Zuschauer: 22 |

| 12. April 2022 16:30 Uhr | Südkorea | 2:1 (1:0, 1:1, 0:0) Spielbericht | Slowenien | Lodowisko Jantor, Katowice Zuschauer: 75 |

| 12. April 2022 20:00 Uhr | Polen | 5:4 n. V. (0:1, 2:1, 2:2, 1:0) Spielbericht | Italien | Lodowisko Jantor, Katowice Zuschauer: 597 |

| 14. April 2022 13:00 Uhr | Italien | 2:1 (1:0, 0:0, 1:1) Spielbericht | Südkorea | Lodowisko Jantor, Katowice Zuschauer: 40 |

| 14. April 2022 16:30 Uhr | Kasachstan | 2:0 (1:0, 1:0, 0:0) Spielbericht | Slowenien | Lodowisko Jantor, Katowice Zuschauer: 30 |

| 14. April 2022 20:00 Uhr | Polen | 2:7 (0:6, 2:0, 0:1) Spielbericht | Volksrepublik China | Lodowisko Jantor, Katowice Zuschauer: 729 |

| Pl. |                     | Sp | S | OTS | OTN | N | Tore  | Punkte |
| 1.  | Volksrepublik China | 5  | 5 | 0   | 0   | 0 | 38:09 | 15     |
| 2.  | Polen               | 5  | 3 | 1   | 0   | 1 | 16:13 | 11     |
| 3.  | Italien             | 5  | 2 | 0   | 1   | 2 | 11:15 | 7      |
| 4.  | Kasachstan          | 5  | 2 | 0   | 0   | 3 | 10:11 | 6      |
| 5.  | Südkorea            | 5  | 1 | 0   | 0   | 4 | 05:15 | 3      |
| 6.  | Slowenien           | 5  | 1 | 0   | 0   | 4 | 06:23 | 3      |

Abkürzungen: Pl. = Platz, Sp = Spiele, S = Siege, OTS = Siege nach Verlängerung (Overtime) oder Penaltyschießen, OTN = Niederlagen nach Verlängerung oder Penaltyschießen, N = Niederlagen

Erläuterungen: Aufsteiger in die Division IA, Absteiger in die Division IIA

### Auf- und Abstieg
| Absteiger in die Division IA:   | Dänemark            |
| Aufsteiger in die Top-Division: | Frankreich          |
| Absteiger in die Division IB:   | kein Absteiger      |
| Aufsteiger in die Division IA:  | Volksrepublik China |
| Absteiger in die Division IIA:  | kein Absteiger      |
| Aufsteiger in die Division IB:  | Großbritannien      |

## Division II

### Gruppe A in Jaca, Spanien
Das Turnier der Gruppe A der Division II wurde vom 3. bis 8. April 2022 im spanischen Jaca ausgetragen. Die Spiele fanden in der 3.579 Zuschauer fassenden Pabellón de Hielo de Jaca statt. Insgesamt besuchten 3.055 Zuschauer die zehn Turnierspiele, was einem Schnitt von 305 pro Partie entspricht.
Mit einer souveränen Vorstellung über die vier Turniertage setzte sich die britische Mannschaft in der Gruppe A der Division II durch und erreichte damit den Aufstieg in die Division I, der sie zuletzt im Jahr 2013 angehört hatten. Dahinter platzierten sich die vor Turnierbeginn als Favorit gestarteten Lettinen, die jedoch nur eines der vier Spiele in der regulären Spielzeit gewinnen konnten. Die Mexikanerinnen konnten nur ein Spiel gewinnen (2:0 gegen Spanien) und wurden damit Letzte. Da es aus der Division aber keinen Absteiger gab, verblieben die Mittelamerikanerinnen trotzdem in der Klasse.
| 3. April 2022 16:00 Uhr (Ortszeit) | Republik China (Taiwan) | 0:8 (0:2, 0:2, 0:4) Spielbericht | Großbritannien | Pabellón de Hielo, Jaca Zuschauer: 150 |

| 3. April 2022 20:00 Uhr | Lettland | 0:1 n. P. (0:0, 0:0, 0:0, 0:0, 0:1) Spielbericht | Spanien | Pabellón de Hielo, Jaca Zuschauer: 300 |

| 4. April 2022 16:00 Uhr | Mexiko | 2:4 (2:1, 0:1, 0:2) Spielbericht | Republik China (Taiwan) | Pabellón de Hielo, Jaca Zuschauer: 117 |

| 5. April 2022 16:00 Uhr | Mexiko | 2:8 (0:2, 1:3, 1:3) Spielbericht | Lettland | Pabellón de Hielo, Jaca Zuschauer: 104 |

| 5. April 2022 20:00 Uhr | Großbritannien | 3:1 (1:1, 0:0, 2:0) Spielbericht | Spanien | Pabellón de Hielo, Jaca Zuschauer: 487 |

| 6. April 2022 16:00 Uhr | Republik China (Taiwan) | 5:6 n. V. (2:1, 3:0, 0:4, 0:1) Spielbericht | Lettland | Pabellón de Hielo, Jaca Zuschauer: 97 |

| 7. April 2022 16:00 Uhr | Großbritannien | 3:0 (0:0, 0:0, 3:0) Spielbericht | Mexiko | Pabellón de Hielo, Jaca Zuschauer: 128 |

| 7. April 2022 20:00 Uhr | Spanien | 4:1 (0:1, 1:0, 3:0) Spielbericht | Republik China (Taiwan) | Pabellón de Hielo, Jaca Zuschauer: 624 |

| 8. April 2022 16:00 Uhr | Lettland | 0:4 (0:1, 0:0, 0:3) Spielbericht | Großbritannien | Pabellón de Hielo, Jaca Zuschauer: 184 |

| 8. April 2022 20:00 Uhr | Spanien | 0:2 (0:1, 0:0, 0:1) Spielbericht | Mexiko | Pabellón de Hielo, Jaca Zuschauer: 864 |

| Pl. |                         | Sp | S | OTS | OTN | N | Tore  | Punkte |
| 1.  | Großbritannien          | 4  | 4 | 0   | 0   | 0 | 18:01 | 12     |
| 2.  | Lettland                | 4  | 1 | 1   | 1   | 1 | 14:12 | 6      |
| 3.  | Spanien                 | 4  | 1 | 1   | 0   | 2 | 06:06 | 5      |
| 4.  | Republik China (Taiwan) | 4  | 1 | 0   | 1   | 2 | 10:20 | 4      |
| 5.  | Mexiko                  | 4  | 1 | 0   | 0   | 3 | 06:15 | 3      |
| –   | Nordkorea               | –  | – | –   | –   | – | –0:0– | –      |

Abkürzungen: Pl. = Platz, Sp = Spiele, S = Siege, OTS = Siege nach Verlängerung (Overtime) oder Penaltyschießen, OTN = Niederlagen nach Verlängerung oder Penaltyschießen, N = Niederlagen

Erläuterungen: Aufsteiger in die Division IB, Absteiger in die Division IIB, Turnierabsage

### Gruppe B in Zagreb, Kroatien
Das Turnier der Gruppe B der Division II wurde vom 17. bis 22. Mai 2022 in der kroatischen Landeshauptstadt Zagreb ausgetragen. Die Spiele fanden in der 1.000 Zuschauer fassenden Dvorana Velesajam statt. Insgesamt besuchten 116 Zuschauer die zehn Turnierspiele, was einem Schnitt von elf pro Partie entspricht. Den Isländerinnen gelang durch einen knappen 2:1-Erfolg nach Penaltyschießen gegen Australien der Aufstieg in die A-Gruppe. Da aus dieser keine Mannschaft abstieg, konnte Kroatien als punktloser Letzter in der Division verbleiben.
| 17. Mai 2022 16:00 Uhr (Ortszeit) | Südafrika | 1:10 (0:5, 0:3, 1:2) Spielbericht | Island | Dvorana Velesajam, Zagreb Zuschauer: 6 |

| 17. Mai 2022 19:45 Uhr | Australien | 7:0 (2:0, 2:0, 3:0) Spielbericht | Türkei | Dvorana Velesajam, Zagreb Zuschauer: 15 |

| 18. Mai 2022 18:00 Uhr | Kroatien | 2:3 (0:0, 1:1, 1:2) Spielbericht | Südafrika | Dvorana Velesajam, Zagreb Zuschauer: 13 |

| 19. Mai 2022 16:00 Uhr | Island | 3:2 (1:0, 1:2, 1:0) Spielbericht | Türkei | Dvorana Velesajam, Zagreb Zuschauer: 9 |

| 19. Mai 2022 19:45 Uhr | Kroatien | 0:13 (0:4, 0:6, 0:3) Spielbericht | Australien | Dvorana Velesajam, Zagreb Zuschauer: 13 |

| 20. Mai 2022 18:00 Uhr | Südafrika | 0:17 (0:5, 0:6, 0:6) Spielbericht | Australien | Dvorana Velesajam, Zagreb Zuschauer: 6 |

| 21. Mai 2022 16:00 Uhr | Türkei | 10:0 (3:0, 1:0, 6:0) Spielbericht | Südafrika | Dvorana Velesajam, Zagreb Zuschauer: 9 |

| 21. Mai 2022 19:45 Uhr | Island | 11:1 (3:0, 4:0, 4:1) Spielbericht | Kroatien | Dvorana Velesajam, Zagreb Zuschauer: 17 |

| 22. Mai 2022 16:00 Uhr | Australien | 1:2 n. P. (0:0, 0:1, 1:0, 0:0, 0:1) Spielbericht | Island | Dvorana Velesajam, Zagreb Zuschauer: 13 |

| 22. Mai 2022 19:45 Uhr | Türkei | 16:3 (3:2, 7:1, 6:0) Spielbericht | Kroatien | Dvorana Velesajam, Zagreb Zuschauer: 15 |

| Pl. |            | Sp | S | OTS | OTN | N | Tore  | Punkte |
| 1.  | Island     | 4  | 3 | 1   | 0   | 0 | 26:05 | 11     |
| 2.  | Australien | 4  | 3 | 0   | 1   | 0 | 38:02 | 10     |
| 3.  | Türkei     | 4  | 2 | 0   | 0   | 2 | 28:13 | 6      |
| 4.  | Südafrika  | 4  | 1 | 0   | 0   | 3 | 04:39 | 3      |
| 5.  | Kroatien   | 4  | 0 | 0   | 0   | 4 | 06:43 | 0      |
| –   | Neuseeland | –  | – | –   | –   | – | –0:0– | –      |

Abkürzungen: Pl. = Platz, Sp = Spiele, S = Siege, OTS = Siege nach Verlängerung (Overtime) oder Penaltyschießen, OTN = Niederlagen nach Verlängerung oder Penaltyschießen, N = Niederlagen

Erläuterungen: Aufsteiger in die Division IIA, Absteiger in die Division IIIA, Turnierabsage

### Auf- und Abstieg
| Absteiger in die Division IIA:  | kein Absteiger |
| Aufsteiger in die Division IB:  | Großbritannien |
| Absteiger in die Division IIB:  | kein Absteiger |
| Aufsteiger in die Division IIA: | Island         |
| Absteiger in die Division IIIA: | kein Absteiger |
| Aufsteiger in die Division IIB: | Belgien        |

## Division III

### Gruppe A in Sofia, Bulgarien
Das Turnier der Gruppe A der Division III wurde vom 4. bis 9. April 2022 in der bulgarischen Landeshauptstadt Sofia ausgetragen. Die Spiele fanden im 4.600 Zuschauer fassenden Wintersportpalast statt. Insgesamt besuchten 1.782 Zuschauer die sechs Turnierspiele, was einem Schnitt von 297 pro Partie entspricht.
Im durch drei Absagen ausgedünnten Teilnehmerfeld setzte sich die belgische Mannschaft nach anfänglichen Problemen in der Auftaktpartie gegen Litauen schließlich souverän durch, nachdem alle nachfolgenden Partien deutlich mit 8:0 gewonnen wurden. Den Belgierinnen gelang damit nach 2015 die Rückkehr in die Division II, aus der sie damals abgestiegen waren und seitdem in der Division III stets als Zweitplatzierter gescheitert waren. Da nur drei Mannschaften am Turnier teilnahmen, wurde auf die Benennung eines sportlichen Absteigers verzichtet.
| 4. April 2022 18:30 Uhr (Ortszeit) | Belgien | 2:3 (0:2, 1:0, 1:1) Spielbericht | Litauen | Wintersportpalast, Sofia Zuschauer: 201 |

| 5. April 2022 18:30 Uhr | Litauen | 8:3 (3:1, 3:1, 2:1) Spielbericht | Bulgarien | Wintersportpalast, Sofia Zuschauer: 600 |

| 6. April 2022 18:30 Uhr | Belgien | 8:0 (3:0, 1:0, 4:0) Spielbericht | Bulgarien | Wintersportpalast, Sofia Zuschauer: 350 |

| 7. April 2022 18:30 Uhr | Litauen | 0:8 (0:0, 0:1, 0:7) Spielbericht | Belgien | Wintersportpalast, Sofia Zuschauer: 120 |

| 8. April 2022 18:30 Uhr | Bulgarien | 2:3 (0:3, 2:0, 0:0) Spielbericht | Litauen | Wintersportpalast, Sofia Zuschauer: 210 |

| 9. April 2022 18:30 Uhr | Bulgarien | 0:8 (0:4, 0:1, 0:3) Spielbericht | Belgien | Wintersportpalast, Sofia Zuschauer: 301 |

| Pl. |           | Sp | S | OTS | OTN | N | Tore  | Punkte |
| 1.  | Belgien   | 4  | 3 | 0   | 0   | 1 | 26:03 | 9      |
| 2.  | Litauen   | 4  | 3 | 0   | 0   | 1 | 14:15 | 9      |
| 3.  | Bulgarien | 4  | 0 | 0   | 0   | 4 | 05:27 | 0      |
| –   | Ukraine   | –  | – | –   | –   | – | –0:0– | –      |
| –   | Rumänien  | –  | – | –   | –   | – | –0:0– | –      |
| –   | Hongkong  | –  | – | –   | –   | – | –0:0– | –      |

Abkürzungen: Pl. = Platz, Sp = Spiele, S = Siege, OTS = Siege nach Verlängerung (Overtime) oder Penaltyschießen, OTN = Niederlagen nach Verlängerung oder Penaltyschießen, N = Niederlagen

Erläuterungen: Aufsteiger in die Division IIB, Turnierabsage

### Gruppe B in Belgrad, Serbien
Das Turnier der Gruppe B der Division III wurde vom 22. bis 25. März 2022 in der serbischen Landeshauptstadt Belgrad ausgetragen. Die Spiele fanden in der 2.000 Zuschauer fassenden Ledena dvorana Pionir statt. Insgesamt besuchten 493 Zuschauer die sechs Turnierspiele, was einem Schnitt von 82 pro Partie entspricht.
Nach insgesamt 14-jähriger Abstinenz von der internationalen Bühne sicherten sich die Estinnen mit drei Siegen aus ebenso vielen Spielen den Turniersieg und damit den Aufstieg in die Gruppe A der Division III. Dahinter platzierte sich das gastgebende serbische Team, das bei seiner ersten WM-Teilnahme ein Durchschnittsalter von gerade einmal 16 Jahren aufwies. Dahinter platzierten sich die ebenfalls erstmals bei einer Weltmeisterschaft an den Start gehendem Mannschaften aus Bosnien und Herzegowina sowie Israel. Der Iran – ebenfalls als WM-Neuling gemeldet – hatte seine Teilnahme im Vorfeld des Turniers abgesagt, um dem sportlichen Wettkampf mit der israelischen Mannschaft aus dem Weg zu gehen.
| 22. März 2022 14:00 Uhr (Ortszeit) | Bosnien und Herzegowina | 5:1 (3:0, 2:1, 0:0) Spielbericht | Israel | Ledena dvorana Pionir, Belgrad Zuschauer: 37 |

| 22. März 2022 17:30 Uhr | Estland | 4:0 (2:0, 1:0, 1:0) Spielbericht | Serbien | Ledena dvorana Pionir, Belgrad Zuschauer: 126 |

| 23. März 2022 14:00 Uhr | Israel | 0:10 (0:5, 0:5, 0:0) Spielbericht | Estland | Ledena dvorana Pionir, Belgrad Zuschauer: 27 |

| 23. März 2022 17:30 Uhr | Bosnien und Herzegowina | 1:5 (0:1, 0:3, 1:1) Spielbericht | Serbien | Ledena dvorana Pionir, Belgrad Zuschauer: 114 |

| 25. März 2022 14:00 Uhr | Estland | 10:1 (2:0, 3:1, 5:0) Spielbericht | Bosnien und Herzegowina | Ledena dvorana Pionir, Belgrad Zuschauer: 36 |

| 25. März 2022 17:30 Uhr | Serbien | 6:0 (2:0, 2:0, 2:0) Spielbericht | Israel | Ledena dvorana Pionir, Belgrad Zuschauer: 153 |

| Pl. |                         | Sp | S | OTS | OTN | N | Tore  | Punkte |
| 1.  | Estland                 | 3  | 3 | 0   | 0   | 0 | 24:01 | 9      |
| 2.  | Serbien                 | 3  | 2 | 0   | 0   | 1 | 11:05 | 6      |
| 3.  | Bosnien und Herzegowina | 3  | 1 | 0   | 0   | 2 | 07:16 | 3      |
| 4.  | Israel                  | 3  | 0 | 0   | 0   | 3 | 01:21 | 0      |

Abkürzungen: Pl. = Platz, Sp = Spiele, S = Siege, OTS = Siege nach Verlängerung (Overtime) oder Penaltyschießen, OTN = Niederlagen nach Verlängerung oder Penaltyschießen, N = Niederlagen

Erläuterungen: Aufsteiger in die Division IIIA

### Auf- und Abstieg
| Absteiger in die Division IIIA:  | kein Absteiger |
| Aufsteiger in die Division IIB:  | Belgien        |
| Absteiger in die Division IIIB:  | kein Absteiger |
| Aufsteiger in die Division IIIA: | Estland        |